# Équation de von Kármán
L'équation de von Kármán ou équation intégrale de la couche limite désigne une expression différentielle de la couche limite portant sur des quantités intégrées suivant l'épaisseur de celle-ci. L'expression très simple obtenue par fusion des équations de conservation de la masse et de la quantité de mouvement ne décrit qu'incomplètement le problème et doit être associée à un profil de vitesse autosimilaire qui constitue, suivant les cas, une solution exacte ou approchée du problème.

## Équations de Prandtl

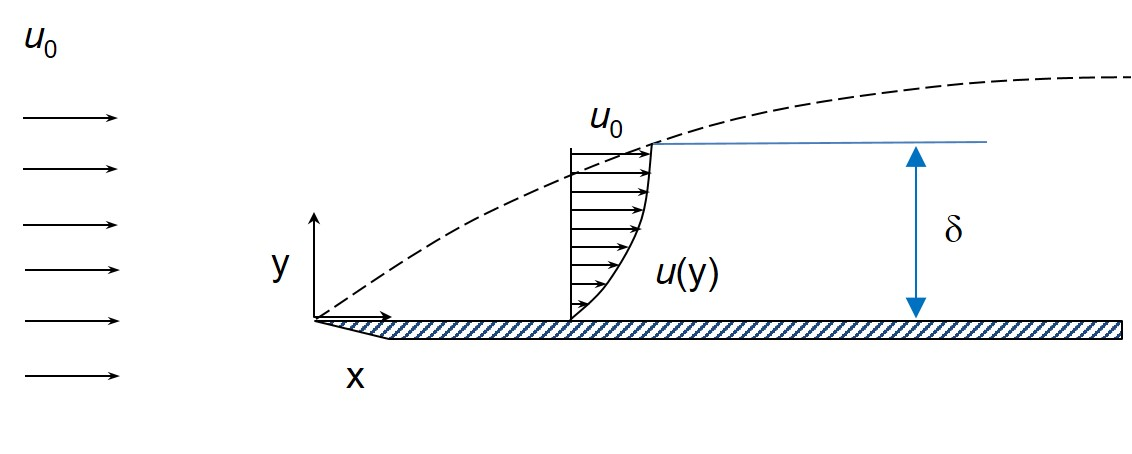
Développement de la couche limite sur plaque plane.

On se cantonne à l'analyse classique de Prandtl permettant l'analyse du problème de la couche limite au premier ordre. Il faut toutefois noter que l'analyse asymptotique permet d'aller au-delà.
Les équations de la couche limite seront écrites en variables adimensionnelles. On choisit une longueur de référence {\displaystyle \textstyle L^{*}} (par exemple la taille caractéristique de l'objet), une vitesse de référence {\displaystyle \textstyle V^{*}} (généralement la vitesse dans l'écoulement non perturbé). On définit le nombre de Reynolds par {\displaystyle \textstyle {\mathcal {R}}e={\frac {V^{*}L^{*}}{\nu }}} où {\displaystyle \textstyle \nu } est la viscosité cinématique. Les quantités adimensionnelles sont :
{\displaystyle {\tilde {x}}={\frac {x}{L}}\,,\quad {\tilde {y}}={\frac {y{\mathcal {R}}e^{1/2}}{L^{*}}}\,,\quad {\tilde {u}}={\frac {u}{V^{*}}}\,,\quad {\tilde {v}}={\frac {v{\mathcal {R}}e^{1/2}}{L^{*}}}}.
Ceci permet de monter l'existence de cas analogues, auxquels on peut donc appliquer les mêmes solutions.
Par la suite on oublie les tildes pour alléger l'écriture. Les équations s'écrivent en variable adimensionnelles :
{\displaystyle {\frac {\partial u}{\partial x}}+{\frac {\partial v}{\partial y}}=0}
{\displaystyle u{\frac {\partial u}{\partial x}}+v{\frac {\partial u}{\partial y}}=-{\frac {\partial p}{\partial x}}+\nu {\frac {\partial ^{2}u}{\partial y^{2}}}}
{\displaystyle {\frac {\partial p}{\partial y}}=0}
avec les conditions aux limites qui sont données  par la résolution des équations d'Euler en l'absence de couche limite (l'indice e correspond aux valeurs pariétales ainsi calculées, correspondant donc à l'infini pour la couche limite) :
{\displaystyle \lim \limits _{y\to \infty }{u}=u_{e}\,,\quad \lim \limits _{y\to \infty }{v}=0\,,\quad \lim \limits _{y\to \infty }{p}=p_{e}\,,\quad u(x,y=y_{p})=v(x,y=y_{p})=0}
où {\displaystyle \textstyle (x_{p},y_{p})} représente la paroi.
On voit que la pression est constante en {\displaystyle \textstyle y} donc {\displaystyle \textstyle p(x,y)=p_{e}(x)}. Pour la plaque plane {\displaystyle \textstyle p_{e}(x)=p_{0}} et donc {\displaystyle \textstyle {\frac {\partial p}{\partial x}}=0}. Dans le cas général on peut faire disparaître la pression en appliquant le théorème de Bernoulli {\displaystyle \textstyle \,{\frac {dp_{e}}{dx}}=-u_{e}{\frac {du_{e}}{dx}}}
Pour une surface non plane les équations ci-dessus restent valables à condition que le rayon de courbure soit grand devant l'épaisseur de couche limite. x est alors la coordonnée curviligne et y la coordonnée normale. Dans ce cas le raccord entre couche limite et écoulement eulérien est continu mais la dérivée en y est discontinue.

## Équation intégrale de von Kármán

### Quantités intégrales
Dans la couche limite ci-dessus on définit :
- l'épaisseur de déplacement :

{\displaystyle \delta _{1}=\int _{0}^{\delta }\left(1-{\frac {u}{u_{e}}}\right)dy\,,\quad u_{e}(x)=u(x,\delta )}
Cette quantité est ainsi nommée car {\displaystyle \textstyle \delta _{1}u_{e}} est le déficit de débit par rapport à un écoulement non visqueux où la vitesse serait {\displaystyle \textstyle u(x,y)=u_{e}(x)}.
- l'épaisseur de quantité de mouvement :

{\displaystyle \theta =\int _{0}^{\delta }{\frac {u}{u_{e}}}\left(1-{\frac {u}{u_{e}}}\right)dy}
Elle caractérise le déficit de quantité de mouvement du fluide réel par rapport au fluide parfait.
On définit le facteur de forme par {\displaystyle \textstyle H={\frac {\delta _{1}}{\theta }}} et le cisaillement par {\displaystyle \textstyle \,\tau =\rho \nu {\frac {\partial u}{\partial y}}}.

### Équation intégrale
En 1921 Theodore von Kármán a obtenu une équation simple reliant la variation de quantité de mouvement dans la couche limite au cisaillement en intégrant suivant y une équation mixte obtenue par combinaison de l'équation de continuité et de l'équation de quantité de mouvement. En l'absence de gradient longitudinal de pression cette équation s'écrit :
{\displaystyle {\frac {d\theta }{dx}}={\frac {\tau _{p}}{\rho u_{e}^{2}}}}
où {\displaystyle \textstyle \tau _{p}} est le cisaillement pariétal, lequel entraîne la variation de quantité de mouvement dans la couche limite.
Avec un gradient de pression l'expression devient :
{\displaystyle {\frac {d\theta }{dx}}+{\frac {\delta _{1}}{u_{e}}}\left(1+{\frac {2}{H}}\right){\frac {du_{e}}{dx}}={\frac {\tau _{p}}{\rho u_{e}^{2}}}}

### Transformation de Crocco
Luigi Crocco a proposé en 1940 d'écrire une équation sur le cisaillement en posant {\displaystyle \textstyle y=\int {\frac {du}{\tau }}} :
{\displaystyle {\frac {\nu \rho ^{2}}{\tau ^{2}}}{\frac {\partial \tau }{\partial x}}={\frac {1}{u}}{\frac {\partial ^{2}\tau }{\partial u^{2}}}}
ou, avec un gradient de vitesse :
{\displaystyle \rho u{\frac {\partial }{\partial x}}\left({\frac {1}{\tau }}\right)+{\frac {1}{\nu \rho }}{\frac {\partial ^{2}\tau }{\partial u^{2}}}+u_{e}{\frac {du_{e}}{dx}}{\frac {\partial }{\partial u}}\left({\frac {1}{\tau }}\right)=0}

### Solutions
La relation de von Kármán résulte de la fusion de deux équations constitutives du système, l'équation obtenue ne peut donc pas représenter entièrement le problème. Il faut donc une information supplémentaire et pour cela on choisit un ansatz sous la forme d'un profil de vitesse donné sous forme paramétrique {\displaystyle \textstyle {\frac {u}{u_{e}}}=f\left({\frac {y}{\delta }}\right)}. La forme choisie suppose qu'il existe un profil de vitesse indépendant de x : une solution auto-similaire (invariante dans une transformation affine). Une telle solution existe dans certains cas tels la solution de Blasius, l'écoulement de Hiemenz ou l'écoulement sur le dièdre avec l'équation de Falkner-Skan dans le cas d'un écoulement irrotationnel. Dans le cas général cela constituera une simple approximation de la solution. Parmi ces dernières on connaît les polynômes de Kármán-Pohlhausen pour le cas avec gradient de pression.